# 마리오 수아레스 마타
마리오 수아레스 마타(스페인어: Mario Suárez Mata ˈmaɾjo ˈswaɾeð ˈmata[*]; 1987년 2월 24일, 마드리드 지방 알코벤다스 ~)는 스페인의 프로 축구 선수로, 현재 라리가의 라요 바예카노에서 수비형 미드필더로 활약하고 있다.

## 클럽 경력
마드리드 지방의 알코벤다스 출신의 수아레스는 아틀레티코 마드리드의 유소년 팀 출신이다. 그는 2005년 11월 6일, 0-0으로 비긴 세비야전에서 첫 출전을 기록하였고, 이후 풀 타임을 소화한 2경기를 포함하여 이 시즌에 3번의 라 리가 경기에 더 출전하였다.
2006년에서 2008년까지, 수아레스는 세군다 디비시온 클럽들로 2번 임대되었는데, 그는 레알 바야돌리드의 2007년 1군 복귀에 중요한 역할을 맡았고, 2번째 임대 기간을 셀타 비고에서 보냈다. 2008년 8월, 그는 마요르카에 매각되었고, 4년 계약을 체결하면서 아틀레티코는 향후에 재영입을 하기 위한 합의를 보았다.
마요르카에서의 주전으로 활약한 그는 (두 번째 시즌에 34경기에서 5골을 득점하며 발레아레스 제도 연고의 클럽이 UEFA 유로파리그 진출권을 획득하였다) 재영입 조항을 통해 매트릭스 제작자들 (Colchoneros) 소속이 되었다.
아틀레티코 2기의 첫 시즌에 수아레스는 브라질인 홀딩 미드필더인 파울루 아순상과 주전 자리를 놓고 경합하였다. 2011년 4월 10일, 그는 3-0으로 이긴 레알 소시에다드전에서 아틀레티코 공식 1호골을 득점하였다.

## 국가대표팀 경력
수아레스는 캐나다에서 열린 2007년 FIFA U-20 월드컵에서 스페인 대표로 활약하였다. 그는 2-1로 이긴 잠비아와의 경기에서 페널티킥을 성공시켰다. 이후, 그는 스웨덴에서 열린 2009년 UEFA U-21 축구 선수권 대회에 U-21 국가대표팀 일원으로 참가하였고, 팀은 조별 리그를 통과하지 못하였다.
2013년 2월 6일, 수아레스는 카타르 도하에서 우루과이에게 3-1로 이긴 친선경기에서 막판 20분간 출전하며 성인 국가대표팀의 첫 출전을 기록하였다.

## 수상

### 클럽
아틀레티코 마드리드
- UEFA 유로파리그: 2011–12
- 프리메라리가: 프리메라리가 2013-14
- UEFA 슈퍼컵: 2010, 2012
- 코파 델 레이: 2012-13
- 수페르코파 데 에스파냐: 2014, 준우승: 2013
- UEFA 챔피언스리그 준우승: 2013-14

### 국가대표팀
스페인 U-19
- UEFA U-19 축구 선수권 대회: 2006

## 통계

### 클럽
2017년 2월 26일
| 클럽                | 시즌      | 리그            | 리그 | 리그 | 컵   | 컵 | 리그 컵 | 리그 컵 | 대륙 | 대륙 | 합계 | 합계 |
| 클럽                | 시즌      | 리그명          | 출장 | 골   | 출장 | 골 | 출장    | 골      | 출장 | 골   | 출장 | 골   |
| ------------------- | --------- | --------------- | ---- | ---- | ---- | -- | ------- | ------- | ---- | ---- | ---- | ---- |
| 아틀레티코 마드리드 | 2005–06   | 라리가          | 4    | 0    | 2    | 0  | —       | —       | 0    | 0    | 6    | 0    |
| 아틀레티코 마드리드 | 합계      | 합계            | 4    | 0    | 2    | 0  | —       | —       | 0    | 0    | 6    | 0    |
| 바야돌리드          | 2006–07   | 세군다 디비시온 | 23   | 3    | 7    | 1  | —       | —       | 0    | 0    | 30   | 4    |
| 바야돌리드          | 합계      | 합계            | 23   | 3    | 7    | 1  | —       | —       | 0    | 0    | 30   | 4    |
| 셀타                | 2007–08   | 세군다 디비시온 | 26   | 2    | 1    | 0  | —       | —       | 0    | 0    | 27   | 2    |
| 셀타                | 합계      | 합계            | 26   | 2    | 1    | 0  | —       | —       | 0    | 0    | 27   | 2    |
| 마요르카            | 2008–09   | 라리가          | 26   | 0    | 6    | 0  | —       | —       | 0    | 0    | 32   | 0    |
| 마요르카            | 2009–10   | 라리가          | 34   | 5    | 4    | 1  | —       | —       | 0    | 0    | 38   | 6    |
| 마요르카            | 합계      | 합계            | 60   | 5    | 10   | 1  | —       | —       | 0    | 0    | 70   | 6    |
| 아틀레티코 마드리드 | 2010–11   | 라리가          | 27   | 2    | 4    | 0  | —       | —       | 4    | 0    | 35   | 2    |
| 아틀레티코 마드리드 | 2011–12   | 라리가          | 28   | 0    | 0    | 0  | —       | —       | 14   | 0    | 42   | 0    |
| 아틀레티코 마드리드 | 2012–13   | 라리가          | 29   | 1    | 8    | 0  | —       | —       | 6    | 0    | 43   | 1    |
| 아틀레티코 마드리드 | 2013–14   | 라리가          | 17   | 0    | 2    | 0  | —       | —       | 5    | 0    | 24   | 0    |
| 아틀레티코 마드리드 | 2014–15   | 라리가          | 20   | 1    | 7    | 0  | —       | —       | 8    | 1    | 35   | 2    |
| 아틀레티코 마드리드 | 합계      | 합계            | 121  | 4    | 21   | 0  | —       | —       | 37   | 1    | 179  | 5    |
| 피오렌티나          | 2015–16   | 세리에 A        | 9    | 1    | 0    | 0  | —       | —       | 4    | 0    | 13   | 1    |
| 피오렌티나          | 합계      | 합계            | 9    | 1    | 0    | 0  | —       | —       | 4    | 0    | 13   | 1    |
| 왓포드              | 2015–16   | 프리미어리그    | 15   | 0    | 2    | 0  | 0       | 0       | 0    | 0    | 17   | 0    |
| 발렌시아 (임대)     | 2016–17   | 라리가          | 21   | 3    | 0    | 0  | —       | —       | 0    | 0    | 21   | 3    |
| 경력 합계           | 경력 합계 | 경력 합계       | 279  | 18   | 43   | 2  | 0       | 0       | 41   | 1    | 363  | 21   |